# یوزف گابچیک
یوزف گابچیک (مجاری: Jozef Gabčík؛ ‏ زاده ۸ آوریل ۱۹۱۲ – درگذشته ۱۸ ژوئن ۱۹۴۲) یک سرباز اسلواک بود که به همراه یان کوبیش در عملیات انتروپوید یکی از بلندپایه ترین مقامات حکومت نازی و از طراحان اصلی هولوکاست به نام اس‌اس اوبرگروپن‌فورر «راینهارت هایدریش» را در شهر پراگ ترور کرد.
پس از آنکه با خیانت یکی از اعضای ارتش چک به نام کارل چوردا، محل اختفای یوزف گابچیک و سایر پارتیزان‌ها، لو رفت، پس از یک نبرد شش ساعته، که به کشته شدن ۱۴ و مجروح شدن ۲۱ نظامی آلمانی انجامید، گابچیک و دیگران، به استثنای یان کوبیش که بر اثر یک نارنجک به شدت مجروح شده بود، قبل از اینکه نازی ها بتوانند آنها را زنده بگیرند، خودکشی کردند. یان کوبیش نیز اندکی پس از رسیدن به بیمارستان جان باخت.